# 親王塚古墳 (春日井市)
親王塚古墳（しんのうづかこふん）は愛知県春日井市にある古墳。

## 概要
春日井市大留町の神明社境内・拝殿の西側に位置する円墳で、名前は宗良親王あるいは護良親王の遺品を埋葬したとの伝承によるという。1968年（昭和43年）12月から翌1969年1月にかけて春日井市教育委員会によって発掘調査され、同年に春日井市の古墳で初めて復元保存された。出土品から6世紀末 - 7世紀初頭の築造と考えられている。

## 規模と構造
築造当時は墳径約14 - 15メートル、墳高約3.5 - 4メートルと推定される円墳で、葺石と小規模な周溝があったと考えられている。西に向かって開口した全長約5.1メートルの横穴式石室を持ち、玄室の長さは約4メートル。石室の幅は奥壁で約1.3メートル、玄室中央では約1.6メートルまで広がる。また天井までの高さは約1.8メートルとなっている。側壁は持ち送り積みで上部が狭まり、天井石として長さ1.5 - 1.6メートル・幅1メートル程度の石5つを架構。また、玄室の床面には大人の手のひら程度の河原石を敷き詰めていた。

## 出土品
石室内から頭骨の一部とされる人骨片が見つかったほか、土器や武具などが出土した。
- 須恵器
  - 坏蓋 - 2
  - 坏身 - 5
  - 平瓶 - 1
  - 広口坩 - 2
- 椀型土器- 1
- 刀子 - 2
- 鉄鏃 - 数点
- 金環 - 3

出土した頭骨などから被葬者は2人と推定されている。また墳丘からは中世の山茶碗や壺の破片などが出土した。